# Pilisszentiváni német nemzetiségi tanösvény

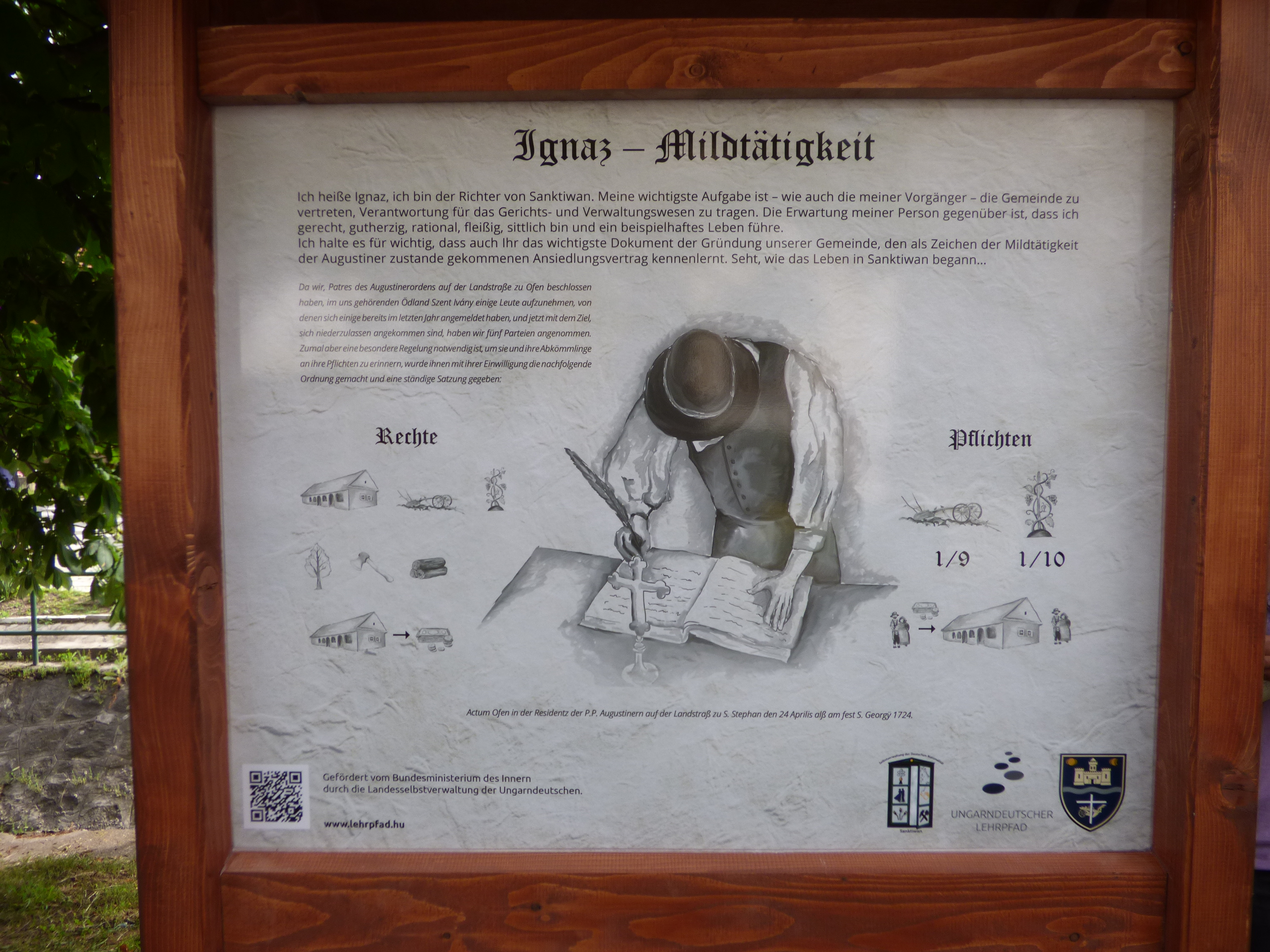
Német nyelvű információs tábla a tanösvény községházi állomásán

A pilisszentiváni német nemzetiségi tanösvény egy turisztikai létesítmény a Pest vármegyei Pilisszentivánon, melyet azzal a céllal létesítettek, hogy interaktív módon, a mai kor technikai lehetőségeit is felhasználva mutassa be a jelentős német nemzetiségi kötődésű lakossággal bíró település egykori nemzetiségi családjainak hagyományait. A Magyarországi Németek Országos Önkormányzata beruházásában, a német Belügyminisztérium támogatásával megvalósított, 2016. június 12-én felavatott tanösvény jelenleg hét állomásból áll, de a későbbiekben tervezik a bővítését is. A létesítmény az első olyan, hazai tanösvények egyike, amelyeket kifejezetten kultúrtörténeti ismeretek terjesztésére hoztak létre.

## Története
A Magyarországi Németek Országos Önkormányzata még 2010-ben találta ki, az országos önkormányzat 2016-ig szóló oktatási stratégiája keretében, hogy tanösvény jellegű létesítményeket hozzanak létre az ország jelentősebb németlakta településein, annak érdekében hogy a fiatalok a szokványos, hagyományos módszerektől eltérő megközelítési irányok mentén tanulhassanak településük történetéről, ismerhessék meg a helyben élők régi szokásait, értékeit; az elképzeléseket a 2020-ig szóló stratégia kidolgozásakor tovább finomították. A hazánkban újszerű tanösvényekkel (amelyekhez hasonlókat Németországban például már hosszabb ideje alkalmaznak az oktatásban, ismeretterjesztésben) a kezdeményezők azt is szeretnék mindenkiben tudatosítani, hogy minden egyes magyarországi német nemzetiségi településnek megvan a maga saját identitása, különlegessége.
Az első ilyen próbaprojekt előkészítése 2014-ben kezdődött meg, a részvételre két német nemzetiségi település, a Baranya vármegyei Somberek (Schomberg) és a Pest vármegyei Pilisszentiván (Sankt Iwan bei Ofen) vállalkozott. A tanösvények állomásainak tartalmához a háttéranyagot a helyi fiatalok és idősebbek, kulturális egyesületek és intézmények közösen gyűjtötték és állították össze, majd az anyag rendszerezése és feldolgozása is közösen történt, a két település német nemzetiségi önkormányzatainak irányítása mellett, az országos önkormányzat koordinálásában. A sombereki német nemzetiségi tanösvény átadására 2016. május 28-án került sor, a másodikként átadott pilisszentiváni létesítményt pedig bő két héttel később, június 12-én adták át.

## A tanösvény leírása
A pilisszentiváni német nemzetiségi tanösvény egyelőre hét állomással jött létre, de vannak tervek a létesítmény későbbi bővítésére is. Az elkészült hét állomás egy képzeletbeli család életét és egykori mindennapjait mutatja be, a család minden tagja egy-egy erényt teljesít meg, és azon keresztül mutatja be a helyi közösség értékeit. A nyitó állomáson a bányászként dolgozó szorgalmas családfő mutatkozik be - ennek megfelelően ez az állomás a község bányászmúltjába enged betekintést -, a községházánál és a templomnál a család bíróként, illetve papként szolgáló férfitagjai jelenítenek meg újabb erényeket, a település régi temetőjében kialakított állomás pedig a helyi kegyeleti szokásokat villantja fel. További állomások idézik fel a községben (és két szomszédos településen, Pilisvörösváron és Solymáron) egykor, 1882 és 1914 között szokásban volt rózsaesküvők hagyományait, illetve a környéken leginkább elterjedt régi népi mesterségeket.
Az egyes állomásokon nemcsak kétnyelvű információs táblák találhatók, de több olyan egyéb létesítmény, műtárgy is, amelyek megkönnyítik a táblákon leírtak megértését, könnyebben átélhetővé teszik mindazt az információt és élményanyagot, amit az adott állomás közvetíteni igyekszik. A bánya történetével kapcsolatos nyitóállomáson például egy egykori személyszállító, keskeny nyomtávú bányavasúti kisvonat fából ácsolt makettjét állították fel, ugyanott található egy márványasztalba vésett falutérkép is, mely a község fő látnivalói mellett az egykori főbb szénbányászati objektumok helyét is megmutatja. A rózsaesküvős állomáson egy-egy rózsatő és dátummal ellátott névtábla örökíti meg a településen megkötött kilenc rózsalakodalom időpontját és az érintettek neveit, a Tájházban létesített állomásokon pedig fajátékok is találhatók, amelyek így még élményszerűbbé tehetik az érintett állomások bejárását.
Jelenleg a tanösvény egy két nyelven (magyarul és németül) hozzáférhető térképes feladatlap alapján járható be. Minden egyes állomás információs tábláján található azonban egy-egy QR-kód is, melynek használatával az okostelefonnal rendelkező látogatók az interneten az adott állomáshoz tartozó további információhoz és egyéb feladatokhoz, játékokhoz is hozzáférhetnek. Az ehhez szükséges internetes honlap (http://lehrpfad.hu/hu/pilisszentivan/) 2016 őszére készült el.

## Galéria

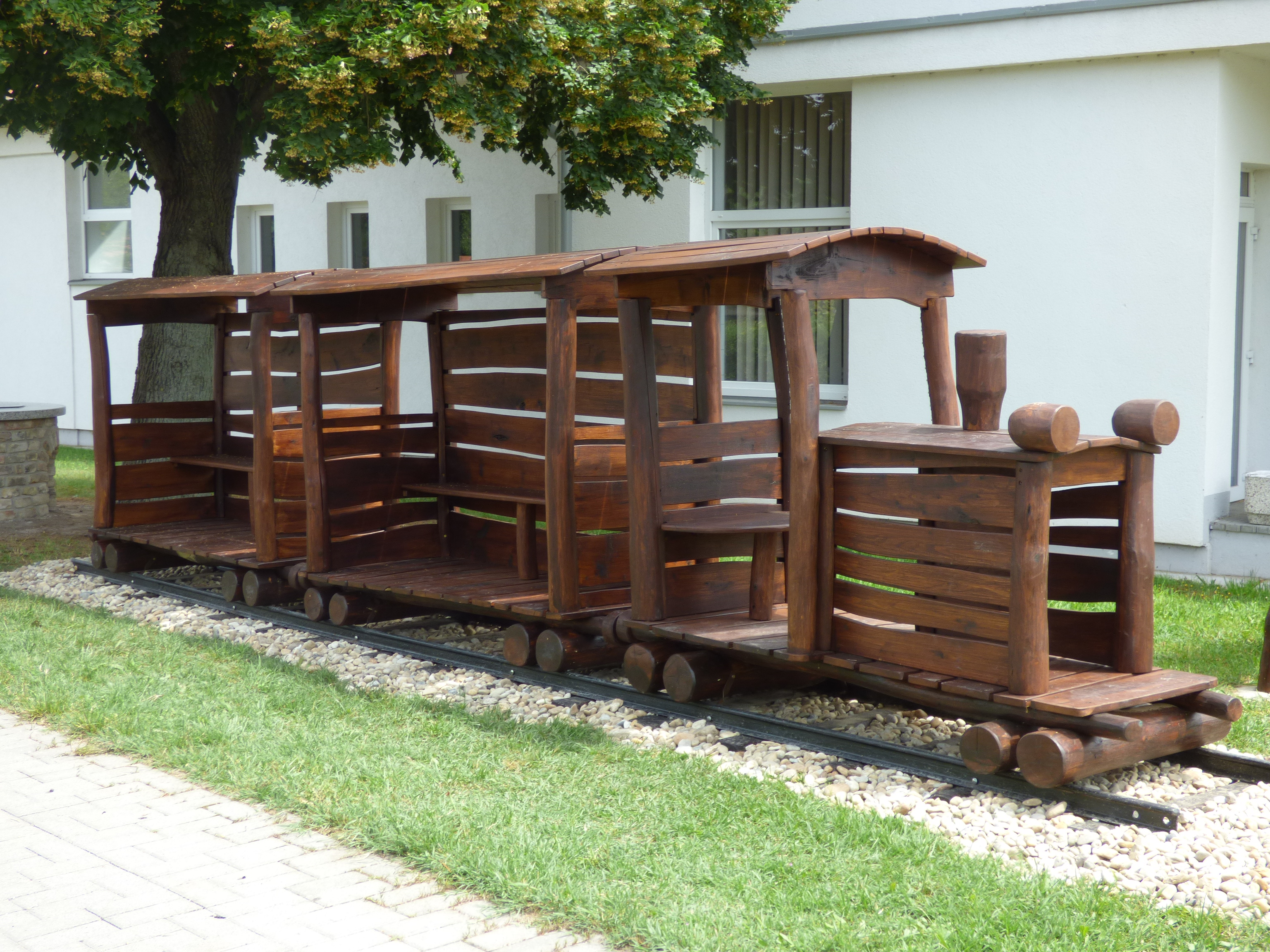
Bányavasúti kisvonat makettje
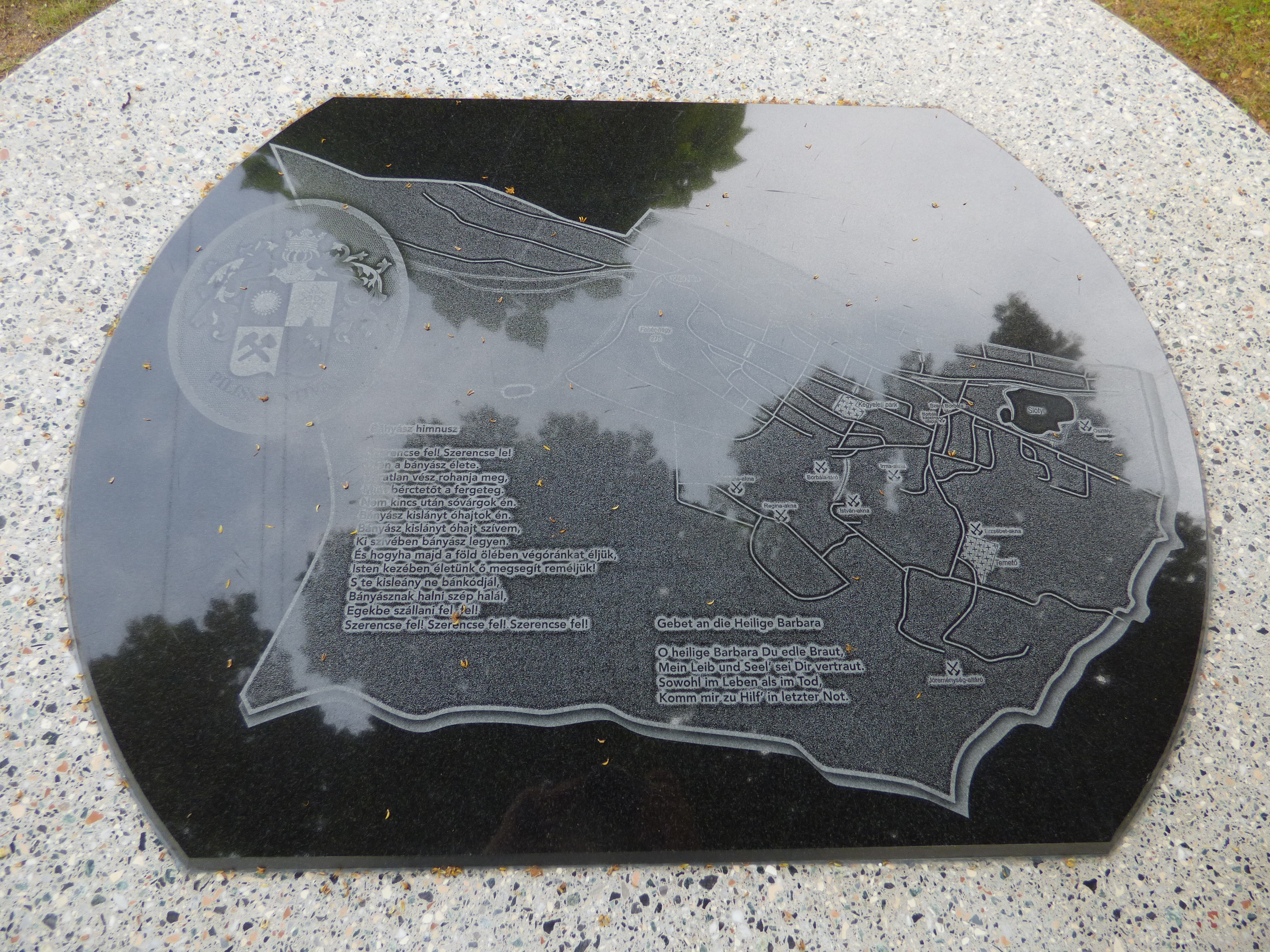
Kőasztalba vésett településtérkép a tanösvény nyitó állomásán
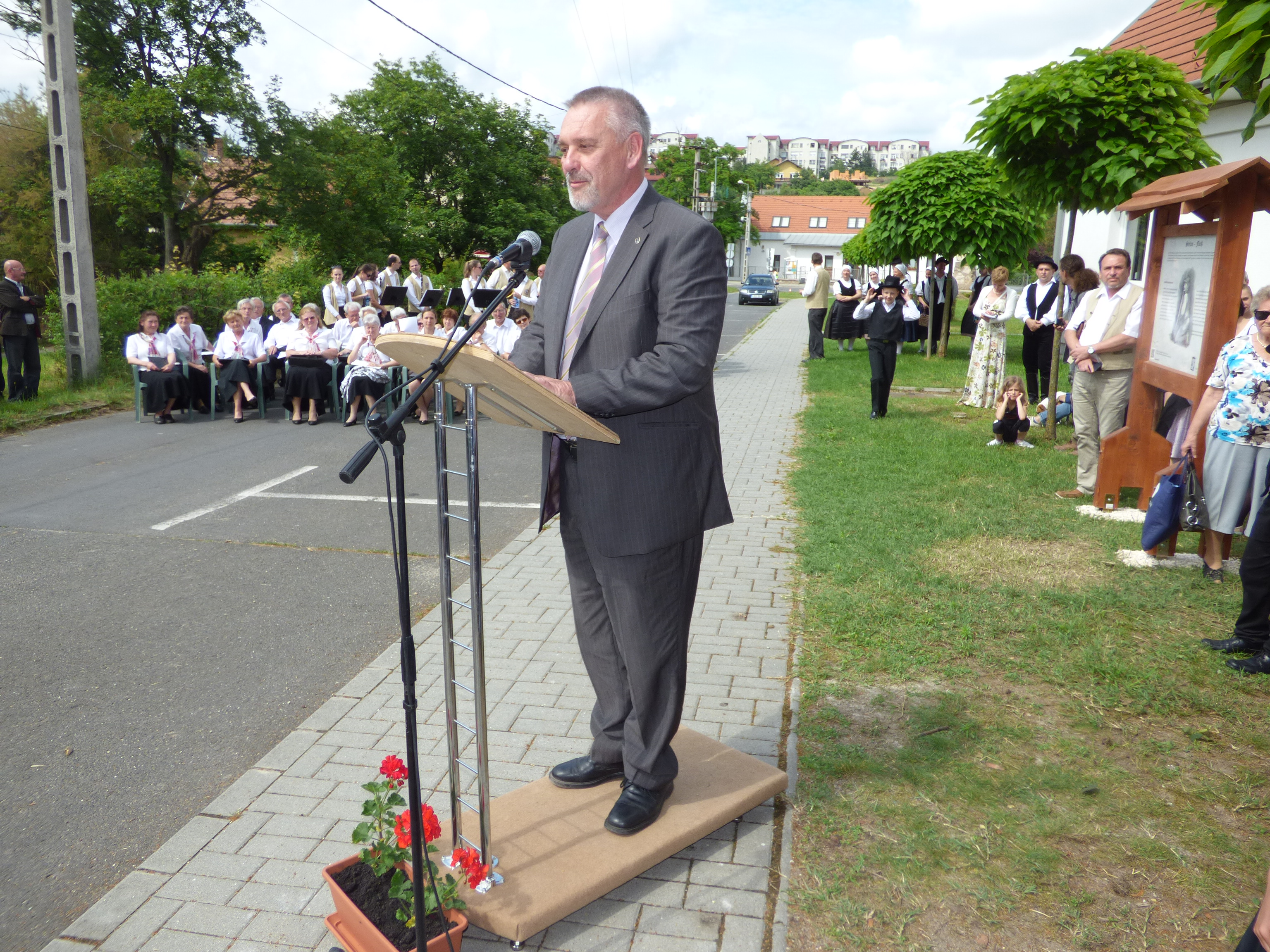
Heinek Ottó, a Magyarországi Németek Országos Önkormányzatának elnöke a tanösvény avatásán
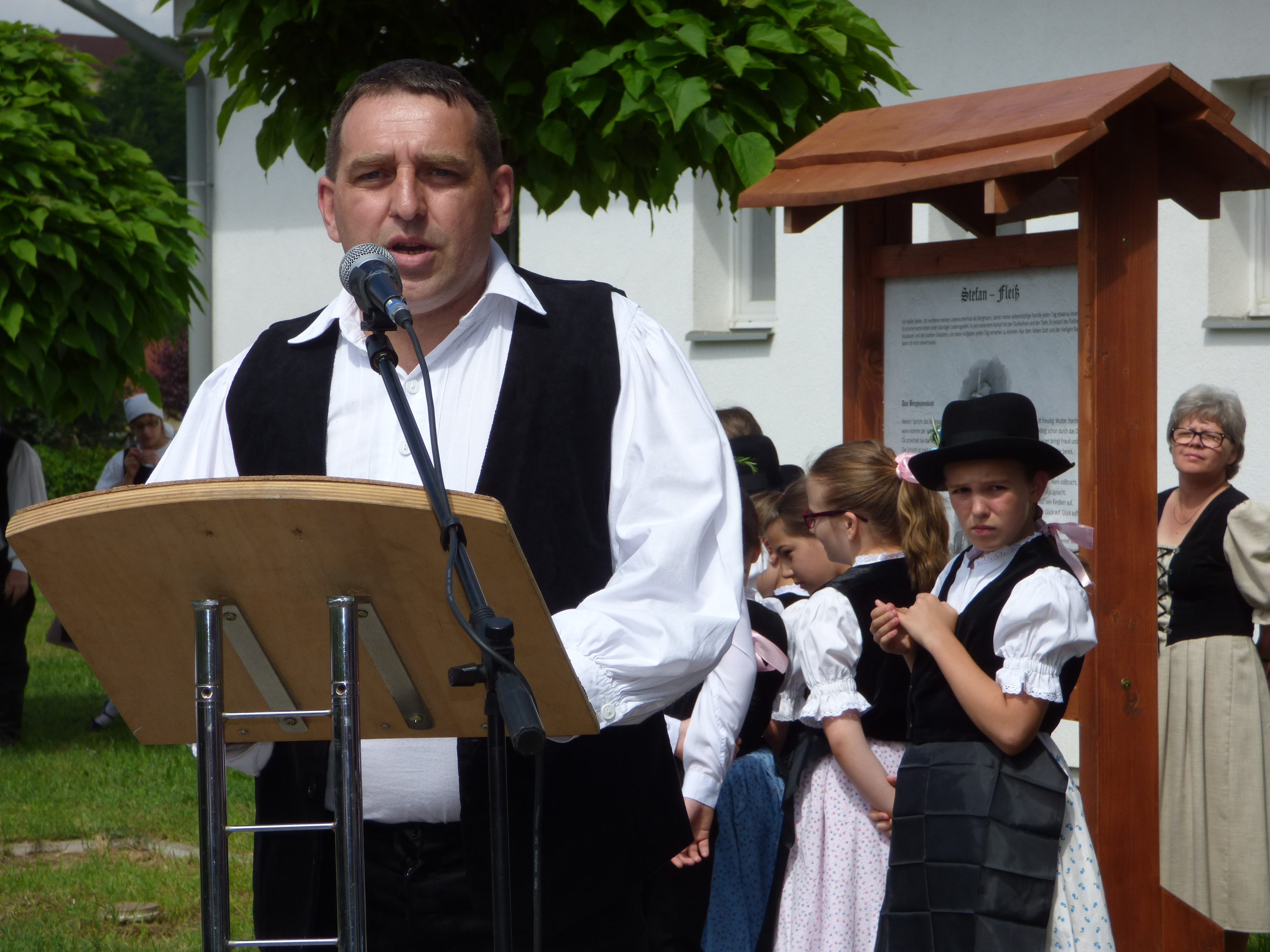
Klencsák István, a helyi NNÖ elnöke az avató ünnepségen
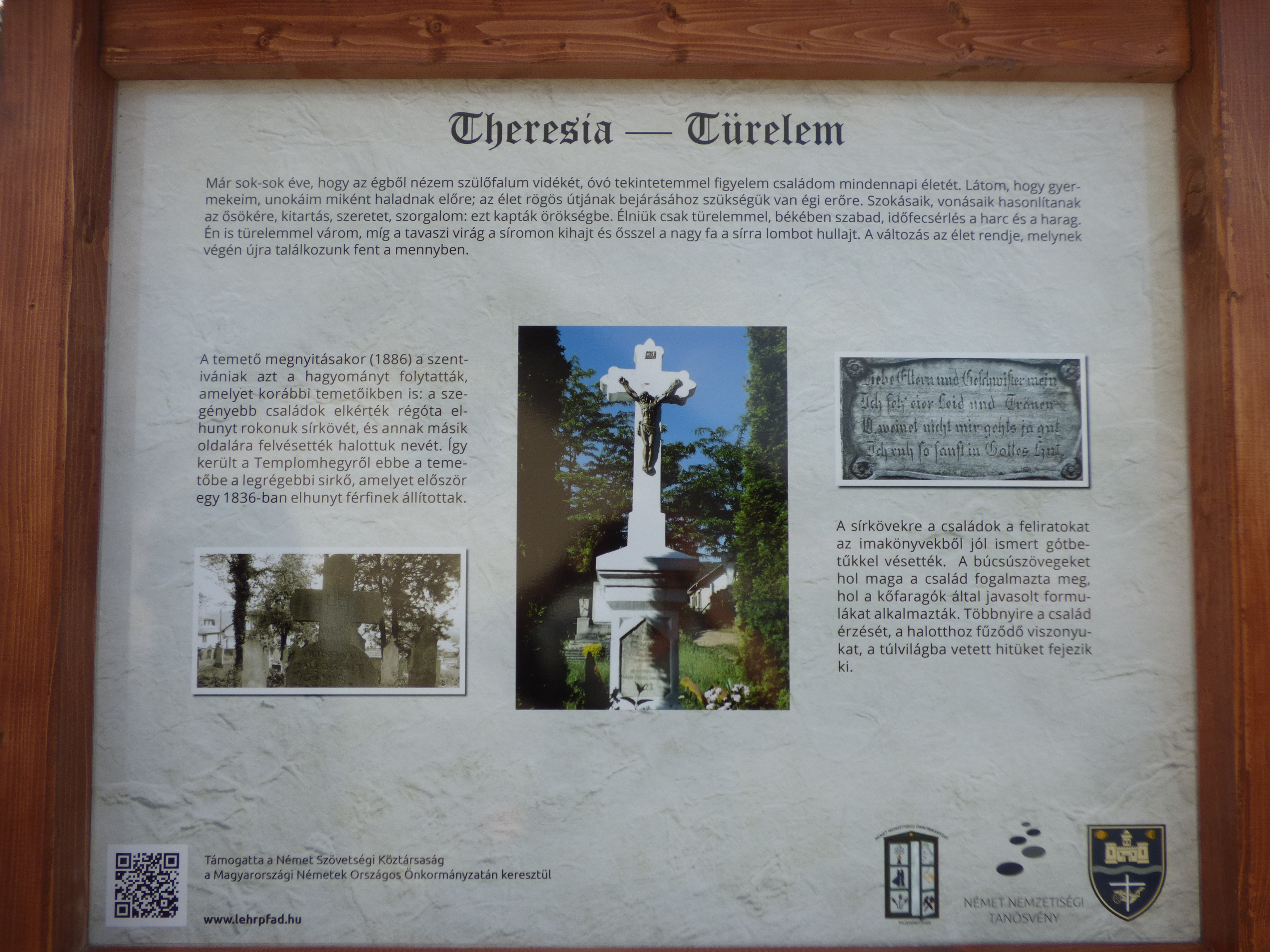
Információs tábla a temetői állomáson
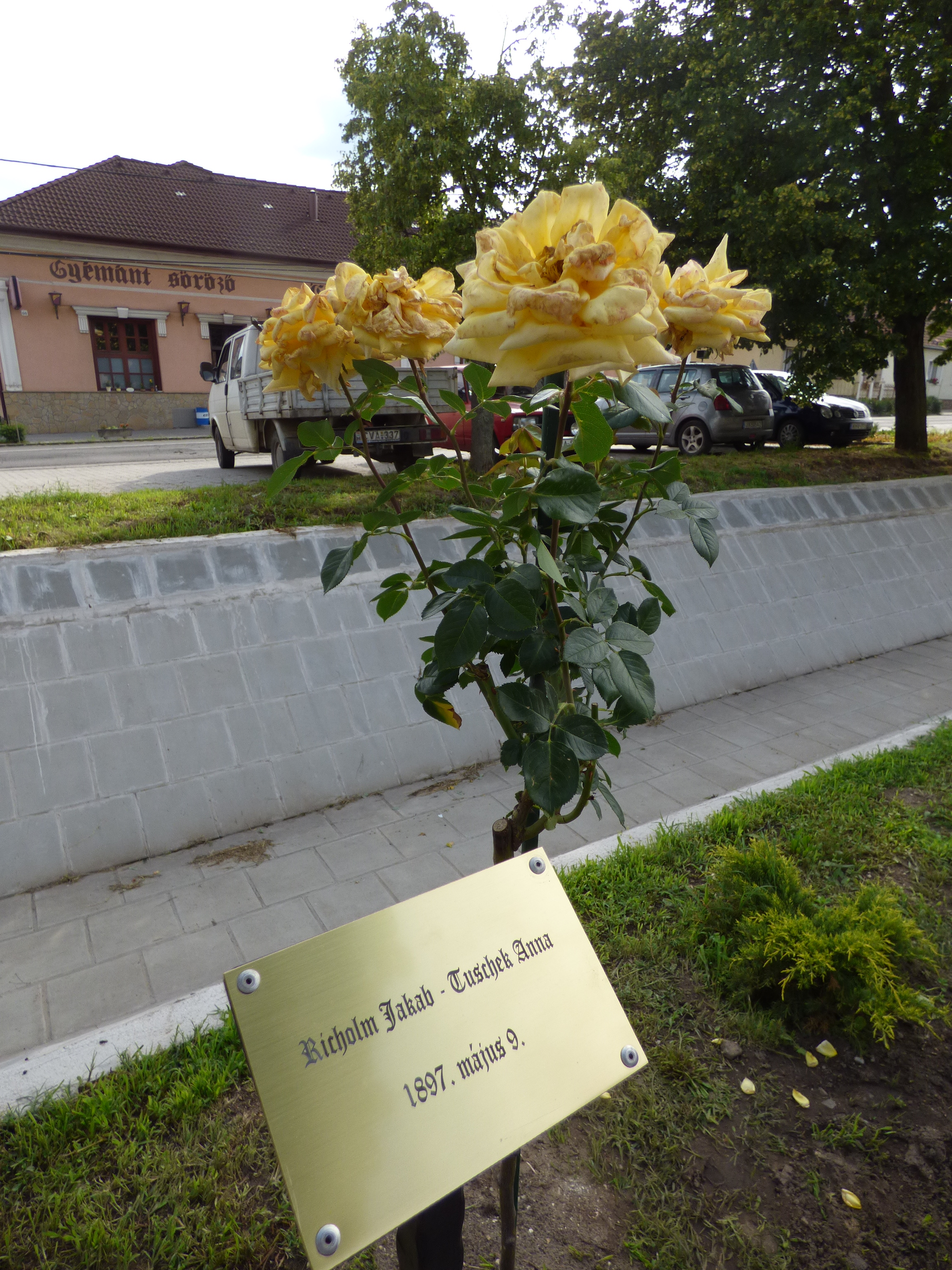
Rózsatő és névtábla a tanösvény rózsaesküvős állomásán
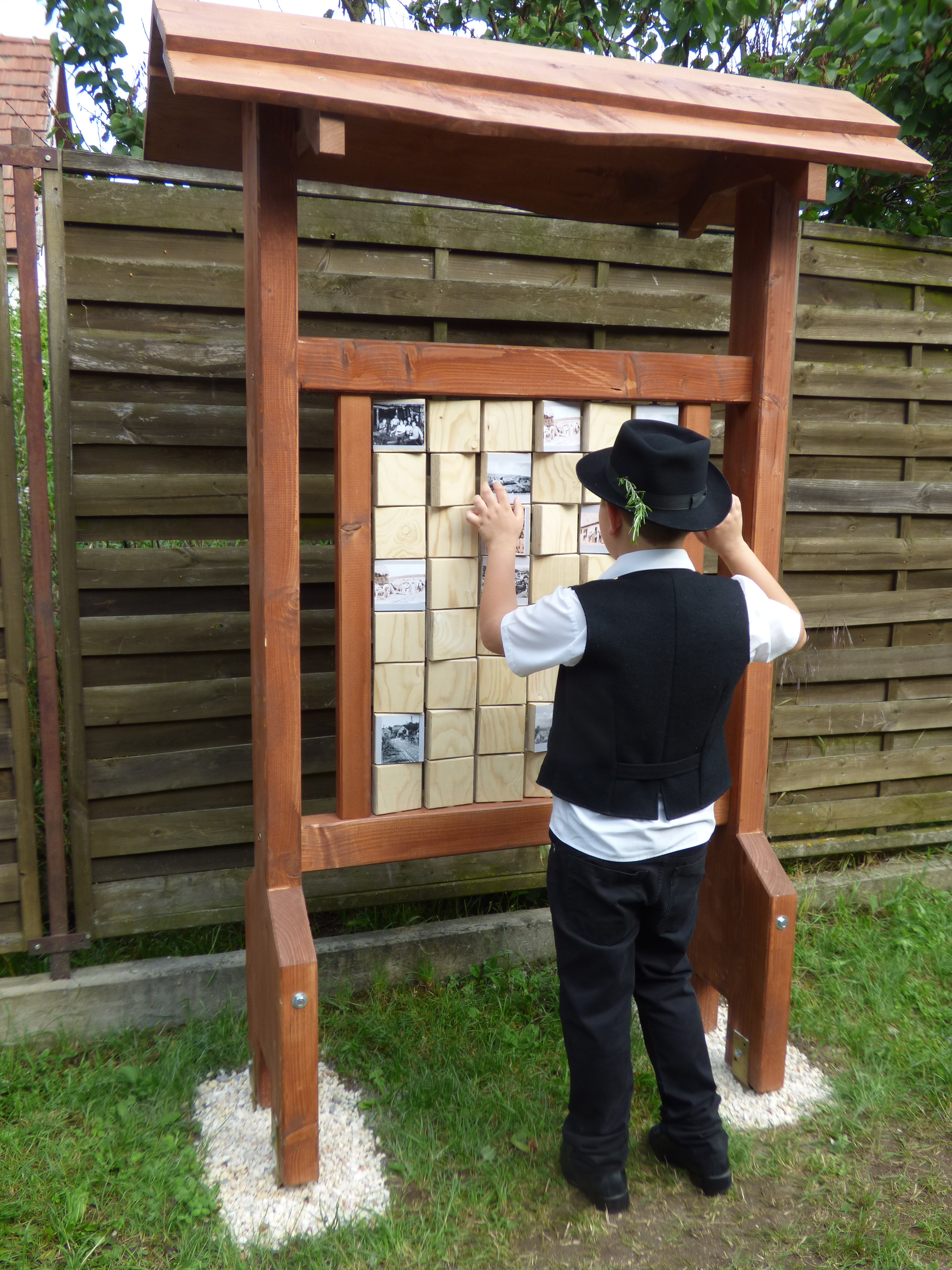
Memóriajáték régi fényképekből a Tájház udvarán
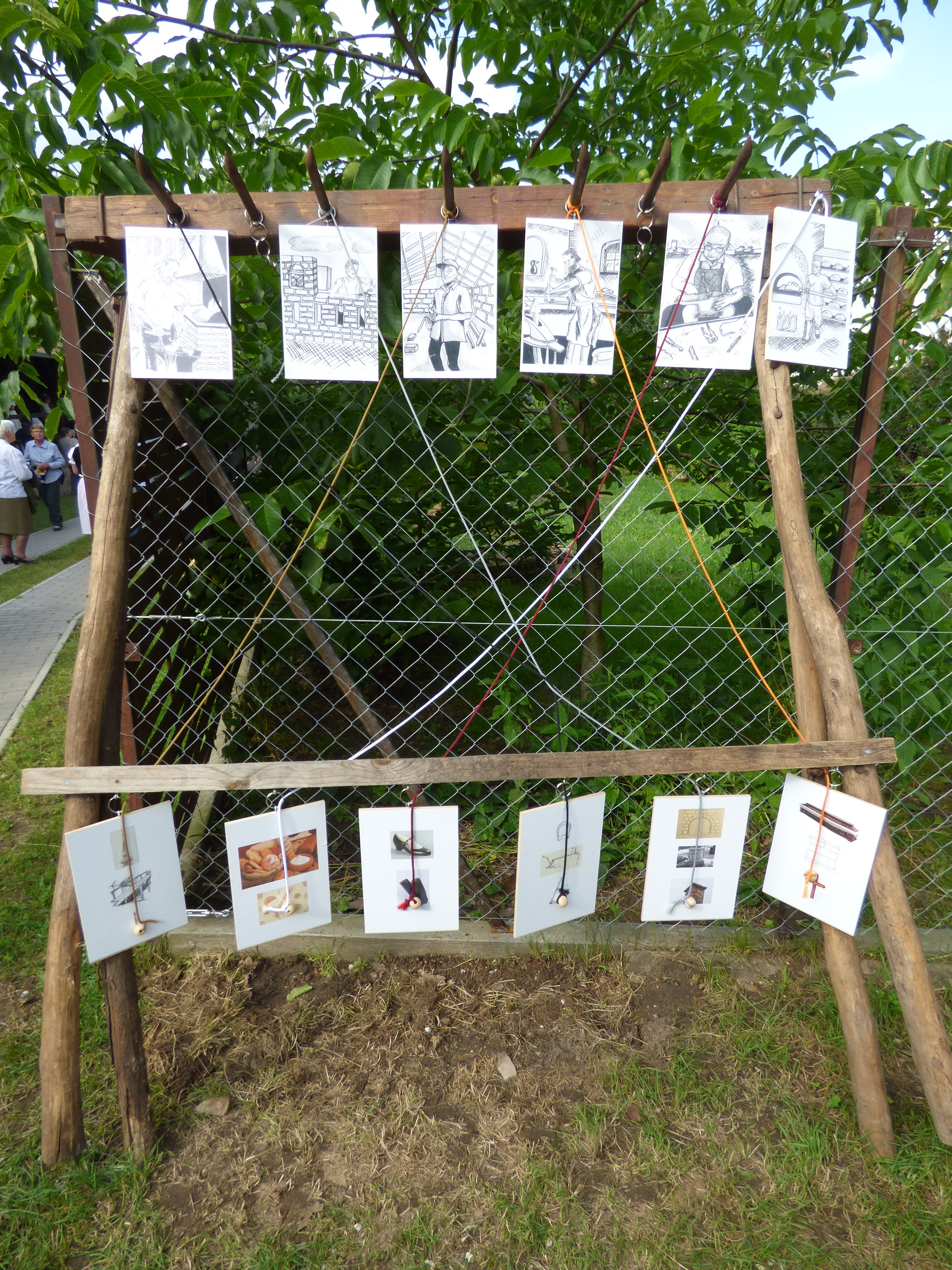
Fajáték a Tájháznál
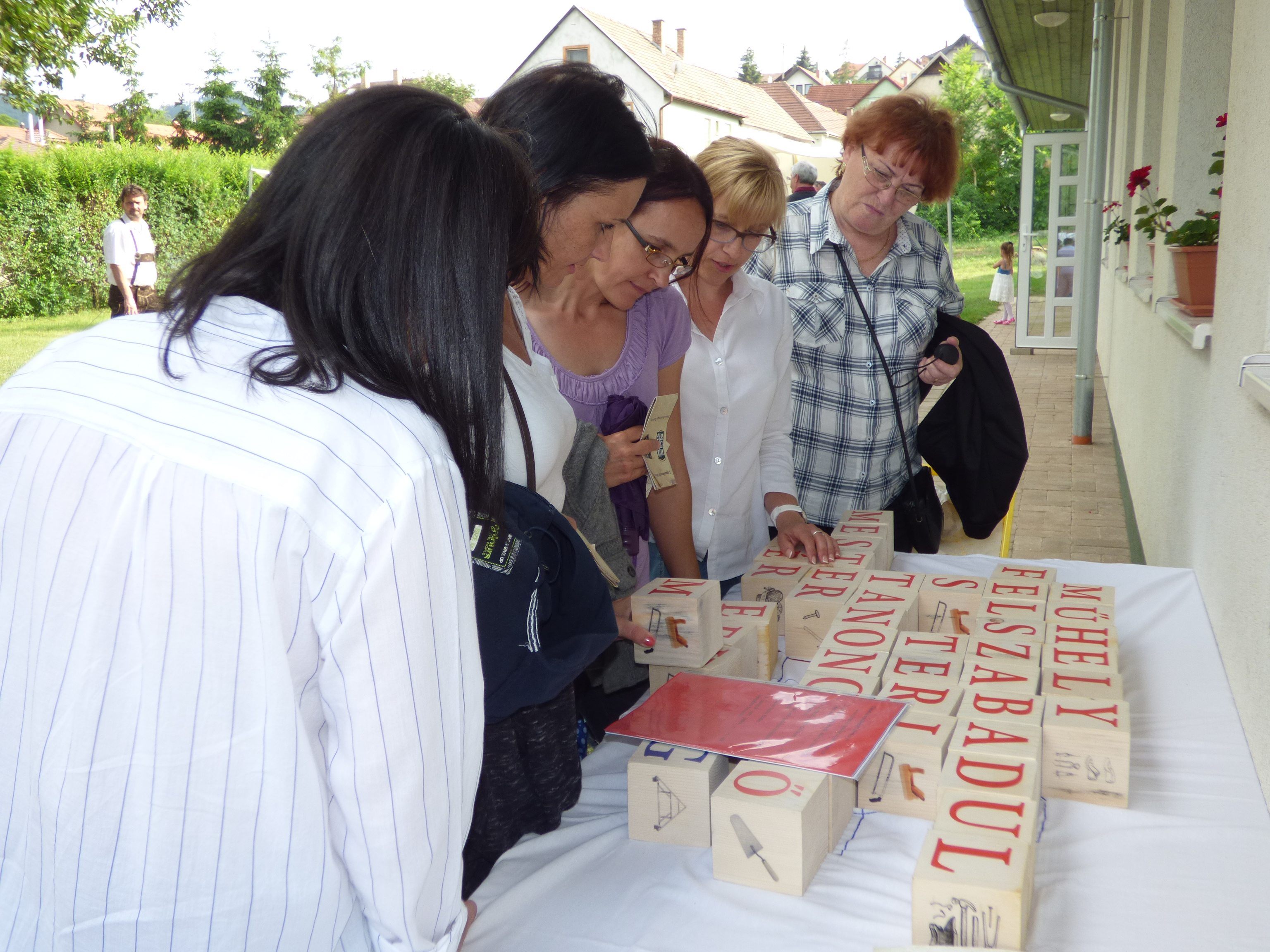
Névkirakó játék a tanösvény tájházi állomásán